# Llista d'esparreguerins
A continuació es presenta una llista dels esparreguerins més destacats per ordre de naixement. També s'inclouen persones que s'han significat a la vila d'Esparreguera:
- Guillem d'Esparreguera (segle x), noble de la Marca Hispànica i senyor dels castells d’Esparreguera i de les Espases.
- Beat Domènec Castellet (1592-1628), misioner dominic a les Filipines i al Japó.[1]
- Pau Duran (1582-1651), bisbe de la seu d'Urgell que combaté el bandolerisme.[2]
- Salvador March i Bover (1670-1737), veler i comerciant de la burgesia reusenca.[3]
- Baltasar Civil (segle xviii), apotecari i adroguer d'Esparreguera, síndic de la vila participant de la Junta de Braços durant la Guerra de Successió Catalana.
- Josep Boada (segle xviii), organista, compositor i mestre de capella.[4]
- Marià Ribas Elias (1730/1735-1800), metge militar que va fundar El Real Colegio de Cirugía de San Carlos a Madrid.[5]
- Jaume Pascual Coromines (1736-1804), abat del Monestir de Santa Maria de Bellpuig de les Avellanes.[6]
- Narcís Casanoves i Bertran (1746-1799), compositor, organista i monjo benedictí català de l'escola de Montserrat.[7]
- Josep Rives i Mayor (1758-1842), metge que va participar en la reforma de la medicina.[8]
- Manuel Codorniu i Ferreras (1788-1857), metge militar, senador per Tarragona (1841) i diputat a Corts (1854)[9]
- Miquel Puig i Catasús (1800-1863), industrial pioner, fundador de la Colònia Sedó i empresari amb lligams colonials.[10]
- Antoni Castell de Pons (1819-1888), fou un tenor, advocat, polític i viti-vinicultor català[11]
- Josep Puig i Llagostera (1835-1879), industrial i polític català, diputat a les Corts Espanyoles durant la restauració borbònica.[10]
- Antoni Sedó Pàmies (1842-1902), fundador de la Colònia Sedó, industrial i polític català.[12]
- Pere Garriga i Marill (1842-1890), sacerdot i doctor en lleis i lletres que exercí de catedràtic al Seminari Conciliar de Barcelona. Va ser autor del mètode taquigràfic que porta el seu nom.[13]
- Jaume Baltasar Matas (1850-1922), Metge cirurgià titular d'Esparreguera i firmant de les Bases de Manresa.[14]
- Pau Bertran i Bros (1853-1891), folklorista i poeta català.[15]
- Feliu Monné i Batallé (1864-1935), músic i compositor[16]
- Lluís Sedó i Guichard (1873-1952), empresari i polític, president de la Cambra de Comerç de Barcelona.[17]
- Amadeu Cuscó i Panadès (1876-1942), pianista, mestre de capella i compositor català.[18]
- Josep Marimon i Vidal (1879-1942), fotògraf català.[19]
- Orenci Valls i Broquetas (1886-?), metge i cronista oficial d'Esparreguera.
- Joan Parera i Reinés (1893-1970),  violinista i compositor de sardanes.[20]
- Isidre Pons Torras (?-1944), empresari i alcalde de Reus.[21]
- Josep Carbó i Vilamajor (1898-1989), flabiolaire popular.[22]
- Frederic Tarrida i Castells (1898-1974), metge, exiliat i activista republicà.[23]
- Antoni Nin Escudé (1899-1939), darrer president de l'Ateneu d'Esparreguera.[24]
- Josep Maria Torrens i Ventura (1899-1986), fou un compositor català, que tingué anomenada pels seus espectacles de revista[25]
- Aurèlia Sabanés Durich (1902-1974), fou una bibliotecària catalana.
- Salvador Cortadellas i Baltasar (1910-2002), metge cirurgià i activista humanitari català.[26]
- Ramon Bardés i Abellà (1910-1999), ebanista i escriptor català.[27]
- Estanislau Maria Llopart i Ros (1915-2003), monjo ermità de Montserrat[28][29]
- Francesc Espriu i Puigdollers (1916-2008), pintor i activista polític català, fundador del Front Nacional de Catalunya[30]
- Pius-Ramon Tragan i Colilles (1928-2023), un monjo, biblista i teòleg català
- Montserrat Carol (Montserrat Crusells Truñó) (1929-2011), poeta catalana.
- Lola Lizaran i Merlos (1932-2003), actriu de teatre i televisió.
- Josep Rius-Camps (1933-), sacerdot, biblista i patròleg.
- Francesca Callao i Oliva (1934-1981), soprano operística.[31]
- Lluís Llongueras Batlle (1936-), perruquer i artista.[32]
- Lluís Subirana i Rebolloso (1938-2014), historiador, conferenciant, escriptor i poeta català.[33]
- Anna Lizaran i Merlos (1944-2013), actriu de teatre, cinema i televisió.[34]
- Joan Castells i Altirriba (1946-), director i dramaturg català.[35]
- Kima Guitart (1947-), artista tèxtil, dissenyadora i artesana en la tècnica de pintura en seda.[36]
- Josep Moratalla i Claramunt (1958-), futbolista.
- Ramon Oller i Martínez (1962-), coreògraf i director escènic català.
- Jordi Lardín Cruz (1973-), futbolista.
- David Navarro Brugal (1983-), jugador de bàsquet.
- Ferran Palau (1982-), músic i compositor català d'estil indie pop.
- Mario Casas Sierra (1986-), actor.[37]
- Jordi Morales Garcia (1987-), jugador paralímpic de tennis de taula.